# Terminal Rodoviário Engenheiro João Thomé
O  Terminal Rodoviário de Fortaleza - Engenheiro João Thomé é um terminal rodoviário localizado na cidade de Fortaleza, no Ceará. Administrado pela Socicam, é o maior terminal rodoviário do estado do Ceará.

## Localização
Com uma localização centralizada, próximo ao Aeroporto Internacional de Fortaleza, do centro da cidade e das principais rodovias federais (BR-116 e BR-222), o terreno de mangueiras no Bairro de Fátima deu lugar aos blocos que imitavam árvores de concreto.

## História
Antes da inauguração oficial, a rodoviária começou a funcionar em caráter experimental no dia 28 de fevereiro de 1973, porém apenas com ônibus que faziam linhas interestaduais. O primeiro ônibus, pertencente à Viação Nordeste partiu com destino à capital potiguar. Foi inaugurada oficialmente em março de 1973 e mantém sua estrutura arrojada e original que marcou um importante avanço para o transporte coletivo na década de 1970.
As obras de reforma no Terminal Rodoviário Engenheiro João Tomé iniciaram em abril de 1985, compreendendo nos trabalhos de elevação de cada passarela individualmente, através do uso de potentes macacos hidráulicos, reforçando-se, a seguir, cada pilar. Com isto, permitia-se a entrada dos novos ônibus com pouco mais de 4 metros de altura, que logo seriam adquiridos por outras empresas. Além da elevação das antigas passarelas que ficaram com 5 metros no total, foi construída no pavimento superior da sede da antiga Suterce (Superintendência dos Terminais Rodoviários do Ceará), com um total de 1.100 metros de área coberta.
O terminal passou a ser administrado pela empresa privada Socicam em 1999, empresa atualmente que administra vários terminais do país e 2 terminais internacionais. A partir daí a rodoviária passou por uma ampla reforma, desde os guichês até as plataformas de embarque, melhorando o espaço para maior comodidade e segurança, sem esquecer da acessibilidade. Ainda assim é modesto em comparação ao moderno aeroporto internacional. O terminal rodoviário recebe principalmente viajantes do interior do Ceará e de estados vizinhos.

## Características
As empresas que operam no Terminal Rodoviário de Fortaleza são Expresso Guanabara, Fretcar Transportes, Viação Princesa, São Benedito, Viação Nordeste, Expresso Satélite Norte, Viação Itapemirim, Empresa Gontijo de Transportes/Viação Nacional, Politur, Real Maia, Catedral Turismo, Transbrasil, Cotrece, Coptrater e Cotace. e possui horários diários para as principais capitais do Brasil. A rodoviária possui em sua estrutura: 
- Guichês para compra de passagens 24 horas
- 29 plataformas de embarques e desembarques
- Sanitários gratuitos e adaptados para APD
- Relação de várias lojas
- Praça de alimentação com lanchonetes e restaurantes
- Rampas de acesso
- Telefones
- Ponto de táxi com disponibilidade 24 horas
- Departamento de achados e perdidos
- Guarda-volumes
- Ponto de ônibus
- Estacionamento
- Posto policial